# PixelJunk
PixelJunk è una serie di videogiochi sviluppati dalla Q-Games per PlayStation 3. I titoli della serie vengono resi disponibili per il download digitale in tutto attraverso il PlayStation Store. La serie ha fatto il suo debutto l'11 luglio 2007 in occasione dell'E3 2007 con PixelJunk Racers.
Tutti i giochi della serie sono presentati in 1080p full HD. La serie è pubblicata in Q-Games in Giappone, e dalla Sony Computer Entertainment in altri territori.

## Serie
La prima serie dei videogiochi PixelJunk è descritta dal presidente della Q-Games Dylan Cuthbert come dotata di "semplicità, familiarità ed originalità".
1. PixelJunk Racers (2007)
2. PixelJunk Monsters (2007)
3. PixelJunk Eden (2008)
4. PixelJunk Shooter (2009)
5. PixelJunk Shooter 2 (2011)[3]
6. PixelJunk SideScroller (2011)
7. PixelJunk 4am (2012)